# 2006年葡語系運動會
2006年葡語系運動會（第一屆葡語系運動會）是在中國澳門舉行的第二個綜合性運動會，其舉行日期為2006年10月7日至10月15日，為期9天，共有11個國家及地區、735位運動員參加，產生共48面金牌。

## 籌辦過程
2004年年初，澳門奧林匹克委員會第一副主席蕭威利希望以澳門作為葡萄牙語的橋樑，打造另一個語言系的運動會。
2004年6月8日，成立於里斯本的葡語系奧林匹克委員會總會（ACOLOP）組織會議中決議中國澳門將於2006年舉辦第一屆葡語系運動會。 
是屆運動會由2007年亞洲室內運動會組織委員會負責籌辦工作，該組委會於2003年成立，也是2005年東亞運動會組織委員會同一個班子，實行「一個組委會，三個品牌」的形象。

## 參與國家及地區
參與共有本屆葡語系運動會的十一個國家及地區參賽，包括：
- 安哥拉
- 巴西
- 莫桑比克
- 聖多美和普林西比
- 葡萄牙
- 东帝汶
- 印度（非正式成員）
- 斯里蘭卡（非正式成員）
- 中國澳門（東道主）

## 比賽場館
本屆葡語系運動會的運動會場館分佈於三個賽區，包括：
- 澳門賽區：澳門理工學院體育館、塔石體育館
- 氹仔賽區：澳門運動場及室內館、澳門科技大學運動場及體育館
- 路氹國際體育綜合體賽區：澳門東亞運動會體育館、網球學校及傳媒及資訊中心

吉祥物—來奧（Leo）

## 會徽、吉祥物、口號
2006年葡語系運動會的會徽標誌分別由兩部份所組成，包括紅色帶是漢字—「一」，象徵了首屆葡語系運動會。以及深湖水綠色的兩筆，是漢字「人」的象形，連同橙色的點綴。
在吉祥物方面，金毛尋回犬「來奧」成為了本屆葡語系運動會的象徵，「來奧」這名字無論在葡語和英語中都有漢語中的「來澳」諧音外，並表示2006年為中國曆法中的狗年，同時表達出「澳門中西文化融合的傳統」。
另外，本屆運動會的口號是「一種語言聯繫，四洲體育生輝」，意指「藉著同一語言聯繫四大洲，展現全球葡語社群的體育力量」。

## 開幕典禮
第一屆葡語系運動會開幕式在10月7日晚上8時在澳門運動場舉行，由行政長官何厚鏵主禮。開幕式採用多種高科技技術，因此在表演人數上由2005年東亞運動會的12000人大幅減至2000人左右。開幕典禮的鐵架亦成為全亞洲首個最大型的鐵架。

## 閉幕典禮

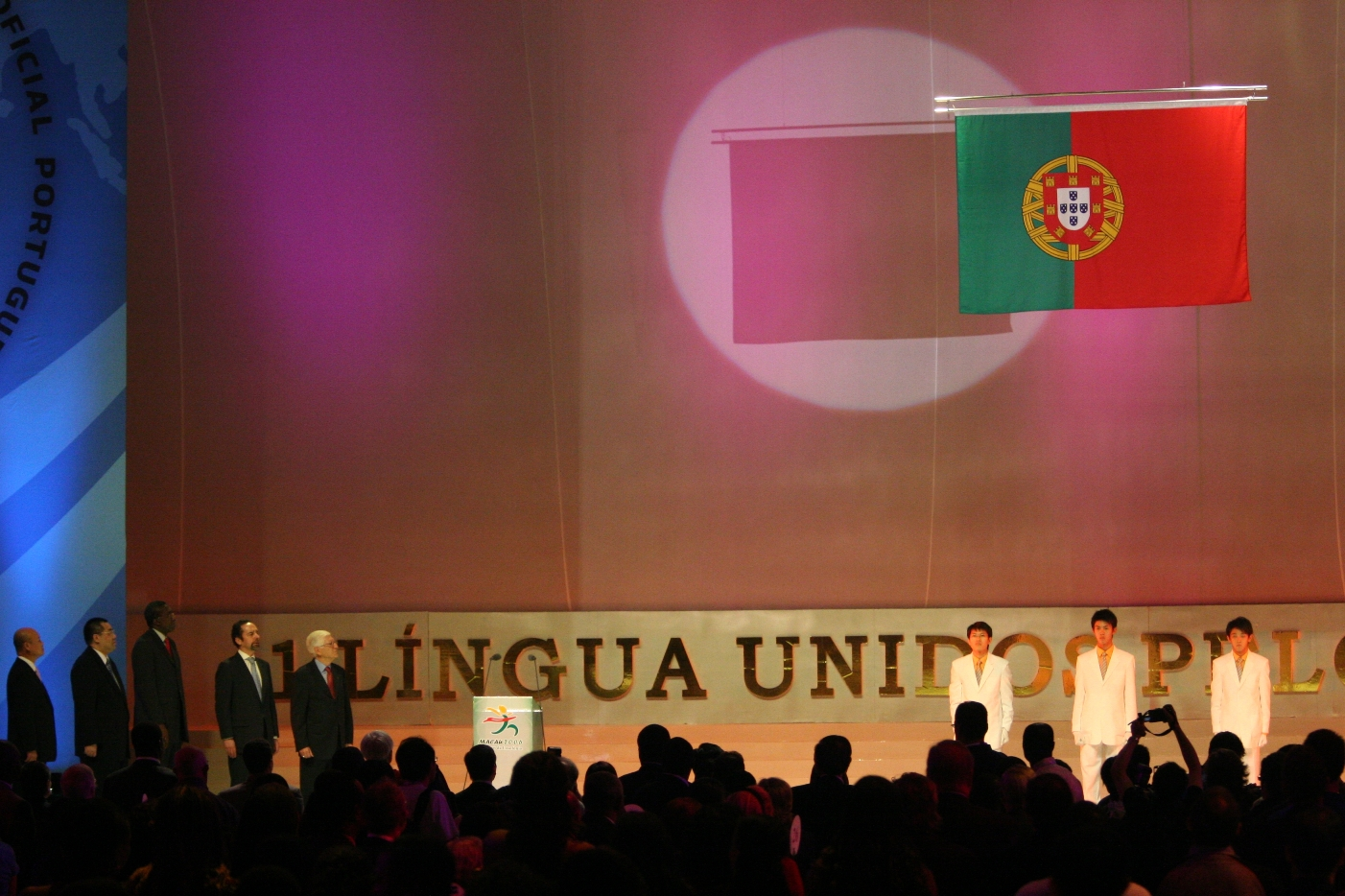
澳門葡語運閉幕典禮在澳門國際會議中心進行，圖為昇起下屆主辦國國旗（葡萄牙國旗）情況

## 獎牌榜
| 第一屆葡語系運動會獎牌榜 |                  |      |        |        |      |
| 名次                     | 國家／地區       | Gold | Silver | Bronze | 總數 |
| 1                        | 巴西             | 16   | 9      | 5      | 30   |
| 2                        | 葡萄牙           | 8    | 10     | 12     | 30   |
| 3                        | 斯里蘭卡         | 2    | 1      | 0      | 3    |
| 4                        | 莫桑比克         | 1    | 0      | 2      | 3    |
| 5                        | 中國澳門         | 0    | 3      | 8      | 11   |
| 6                        | 安哥拉           | 0    | 2      | 1      | 3    |
| 7                        |                  | 0    | 1      | 2      | 3    |
| 8                        | 印度             | 0    | 1      | 2      | 3    |
| 8                        | 聖多美和普林西比 | 0    | 1      | 2      | 3    |
| 10                       |                  | 0    | 0      | 1      | 1    |
| 10                       | 东帝汶           | 0    | 0      | 1      | 1    |
|                          |                  | 27   | 27     | 36     | 90   |

## 外部連結
- 澳門葡語系運動會官方網站Portuguese Web Archive的存檔，存档日期2009-07-07

1. ↑  .   [2006-10-06]. （原始内容存档于2006-07-16）.